# Floby
Floby is een plaats in de gemeente Falköping in het landschap Västergötland en de provincie Västra Götalands län in Zweden. De plaats heeft 1544 inwoners (2005) en een oppervlakte van 228 hectare.

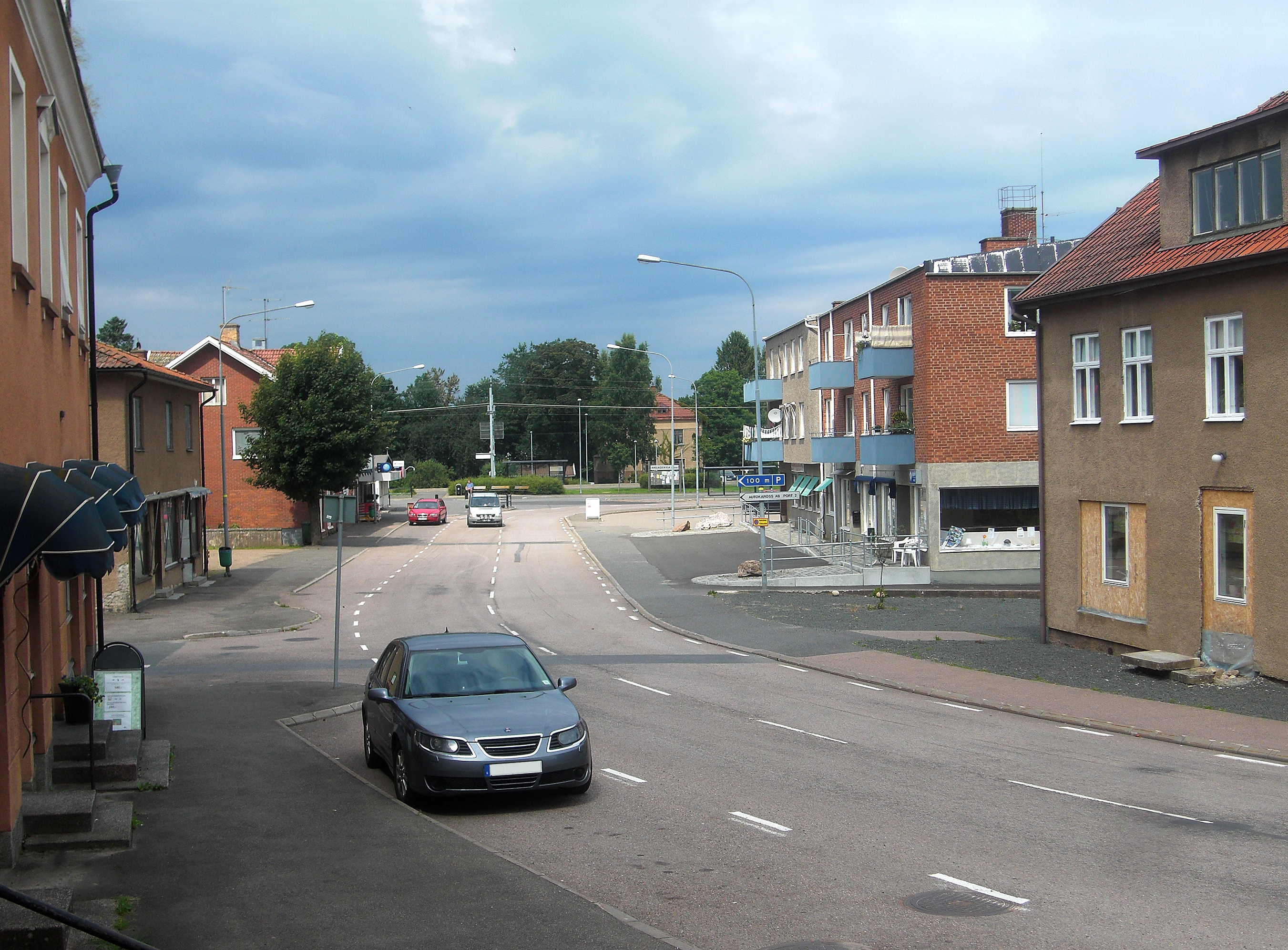
Floby
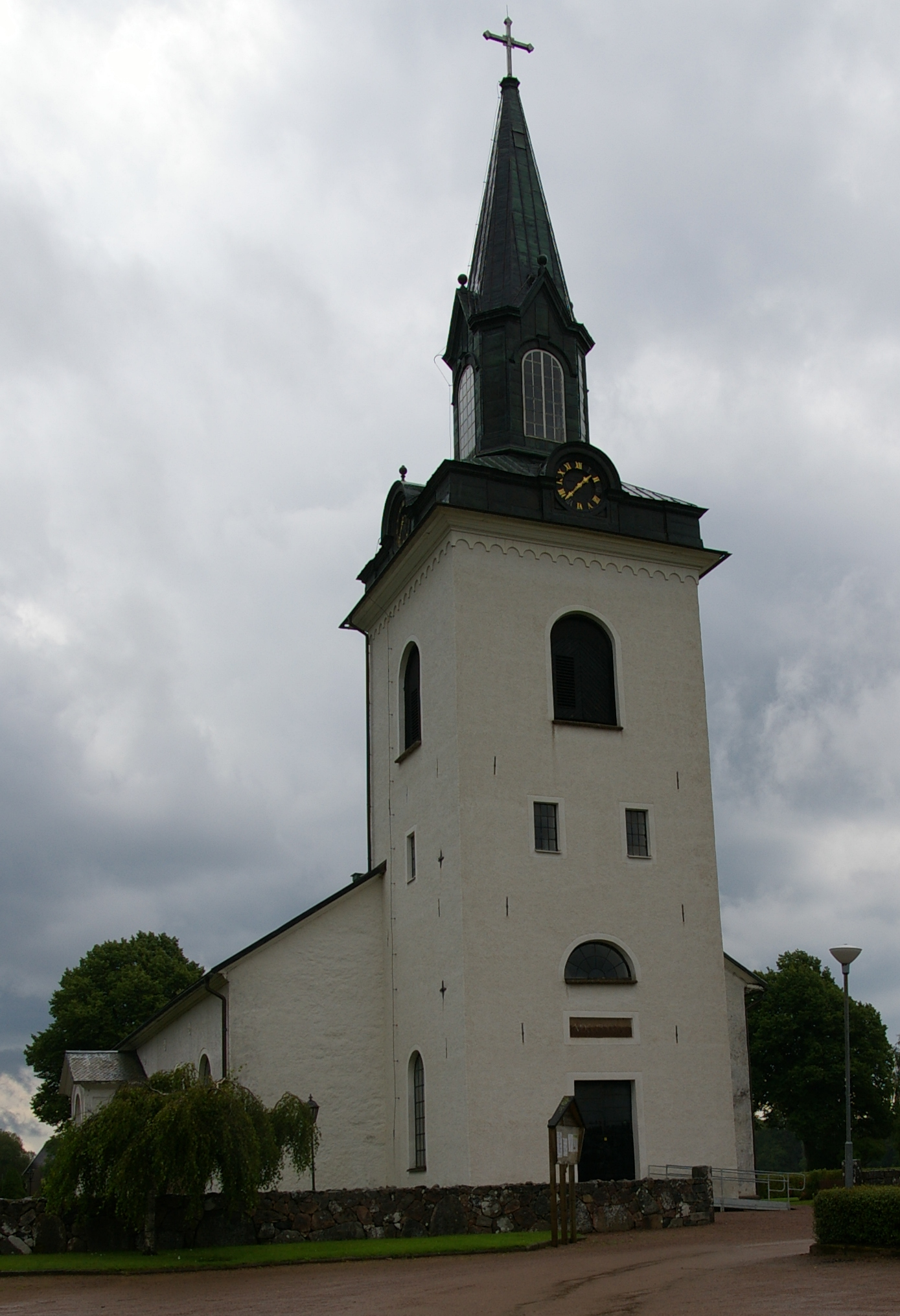
Kerk in Floby
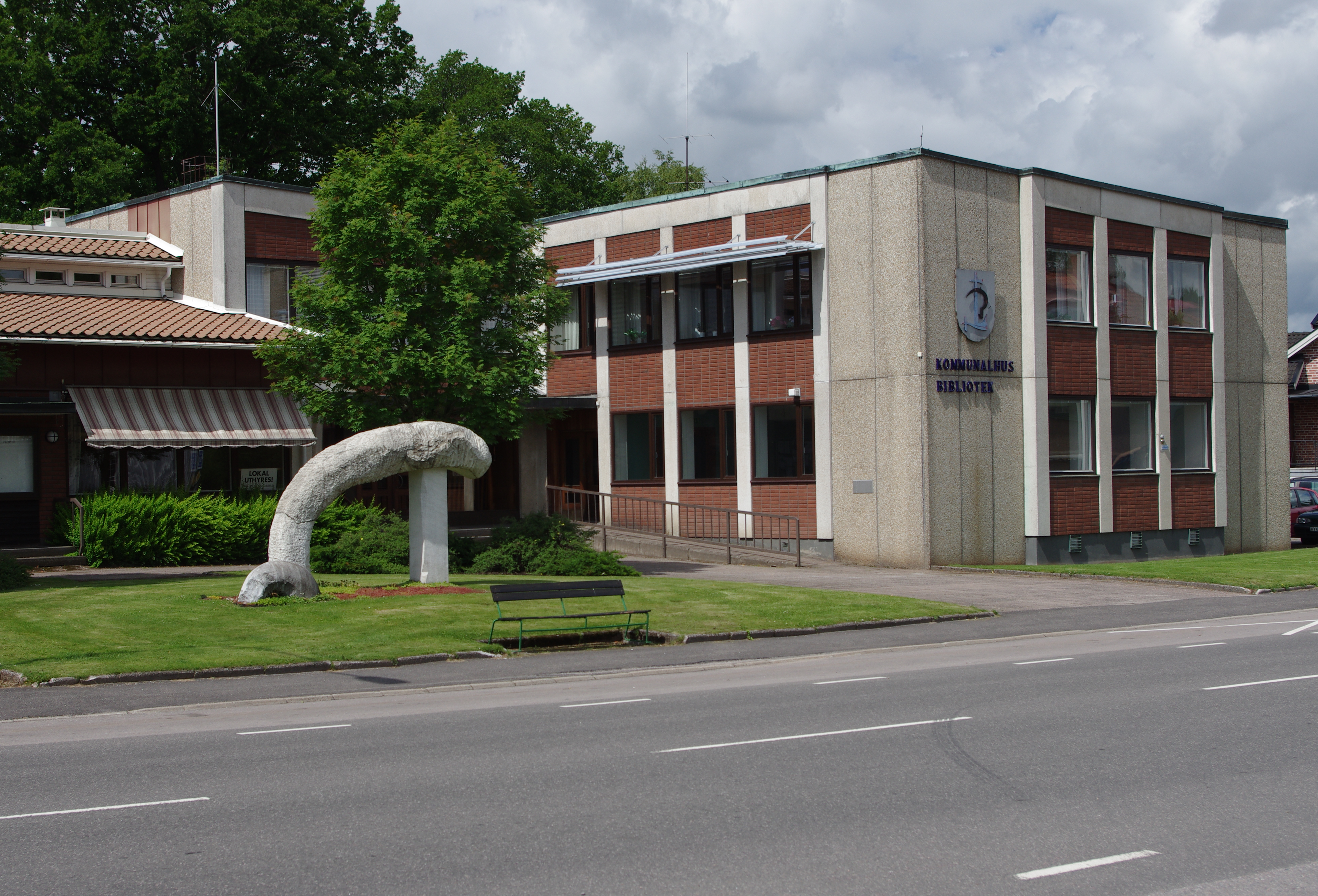
Gemeentehuis en bibliotheek

## Verkeer en vervoer
Bij de plaats loopt de Länsväg 181.
De plaats heeft een station aan de spoorlijn Stockholm - Göteborg.